# Champions Trophy mannen 1980
 De tweede editie van de strijd om de Champions Trophy had voor het eerst plaats in Karachi, en wel van donderdag 3 januari tot en met vrijdag 11 januari 1980. In plaats van de beoogde zes deden ditmaal zeven landen mee aan het mondiale titeltoernooi: Australië, Groot-Brittannië, India, Nederland, gastland en titelverdediger Pakistan, Spanje en West-Duitsland. Het was voor het eerst dat het hockeytoernooi op kunstgras werd gespeeld.

## Selecties

### Groot-Brittannië
- Paul Barber
- Roly Brookman
- Robert Cattrall
- Bernie Cotton
- James Duthie
- Cemlyn Foulkes
- Terry Gregg
- Norman Hughes

- Sutinder Khehar
- Iqbal Kullar
- Billy McClean
- David Owen
- Ian Taylor
- David Westcott
- David Whitaker
- Howard Williams

Bondscoach: Roger Self

## Uitslagen
- Pakistan - India 7-1
- Spanje - West-Duitsland 1-2
- Groot-Brittannië - Australië 1-3

- India - Australië 3-3
- Nederland - Groot-Brittannië 4-1
- Pakistan - Australië 7-1

- Nederland - West-Duitsland 4-6
- India - Spanje 2-2

- West-Duitsland - Groot-Brittannië 7-5
- India - Nederland 2-6

- Groot-Brittannië - Spanje 1-2
- Pakistan - West-Duitsland 4-3
- Australië - Nederland 7-3

- Pakistan - Groot-Brittannië 6-1
- West-Duitsland - India 4-3
- Australië - Spanje 2-2

- India - Groot-Brittannië 6-3
- Nederland - Spanje 4-0

- West-Duitsland - Australië 3-3
- Pakistan - Nederland 3-2

## Eindstand
| №      | Land             | WG | W | G | V | DV | DT | +/– | Punten |
| ------ | ---------------- | -- | - | - | - | -- | -- | --- | ------ |
| Goud   | Pakistan         | 6  | 6 | 0 | 0 | 15 | 5  | +10 | 12     |
| Zilver | West-Duitsland   | 6  | 4 | 1 | 1 | 25 | 20 | +5  | 9      |
| Brons  | Australië        | 6  | 2 | 3 | 1 | 19 | 19 | 0   | 7      |
| 4      | Nederland        | 6  | 3 | 0 | 3 | 23 | 19 | +4  | 6      |
| 5      | India            | 6  | 1 | 2 | 3 | 17 | 25 | −8  | 4      |
| 6      | Spanje           | 6  | 1 | 2 | 3 | 8  | 16 | −8  | 4      |
| 7      | Groot-Brittannië | 6  | 0 | 0 | 6 | 12 | 28 | −14 | 0      |

## Topscorer
| 1. | Paul Litjens | Nederland | 15 doelpunten |

Mannen:
Lahore 1978 ·
Karachi 1980 ·
Karachi 1981 ·
Amstelveen 1982 ·
Karachi 1983 ·
Karachi 1984 ·
Perth 1985 ·
Karachi 1986 ·
Amstelveen 1987 ·
Lahore 1988 ·
Berlijn 1989 ·
Melbourne 1990 ·
Berlijn 1991 ·
Karachi 1992 ·
Kuala Lumpur 1993 ·
Lahore 1994 ·
Berlijn 1995 ·
Chennai 1996 ·
Adelaide 1997 ·
Lahore 1998 ·
Brisbane 1999 ·
Amstelveen 2000 ·
Rotterdam 2001 ·
Keulen 2002 ·
Amstelveen 2003 ·
Lahore 2004 ·
Chennai 2005 ·
Barcelona 2006 ·
Kuala Lumpur 2007 ·
Rotterdam 2008 ·
Melbourne 2009 ·
Mönchengladbach 2010 ·
Auckland 2011 ·
Melbourne 2012 ·
Bhubaneswar 2014 ·
Londen 2016 ·
Breda 2018
Vrouwen:
Amstelveen 1987 ·
Frankfurt 1989 ·
Berlijn 1991 ·
Amstelveen 1993 ·
Mar del Plata 1995 ·
Berlijn 1997 ·
Brisbane 1999 ·
Amstelveen 2000 ·
Amstelveen 2001 ·
Macau 2002 ·
Sydney 2003 ·
Rosario 2004 ·
Canberra 2005 ·
Amstelveen 2006 ·
Quilmes 2007 ·
Mönchengladbach 2008 ·
Melbourne 2009 ·
Nottingham 2010 ·
Amstelveen 2011 ·
Rosario 2012 ·
Mendoza 2014 ·
Londen 2016 ·
Changzhou 2018